# Abdulla Yameen
Abdulla Yameen Abdul Gayoom (in maldiviano އަބްދުﷲ ޔާމީން އަބްދުލް ގައްޔޫމް; Male, 21 aprile 1959) è un politico maldiviano, Presidente delle Maldive dal 17 novembre 2013 al 17 novembre 2018.

## Biografia
Yameen si è laureato in amministrazione aziendale presso l'Università americana di Beirut, per poi continuare gli studi con un master in politiche pubbliche alla Claremont Graduate University.
Fratellastro dell'ex dittatore Maumoon Abdul Gayoom, è membro del suo stesso partito, il Partito Progressista delle Maldive, per cui è stato capogruppo all'Assemblea del popolo.
Si è candidato alle elezioni presidenziali nelle Maldive del 2013, ottenendo il 29,7% al primo turno e passando quindi al ballottaggio contro Mohamed Nasheed, che ha sconfitto con il 51,4%.
Dopo essere già stato condannato, nel 2019, a 5 anni di carcere e al pagamento di una multa pari a circa 4,7 milioni di euro per riciclaggio di denaro, nel 2020 era stato messo agli arresti domiciliari e poi liberato; per poi essere tuttavia nuovamente condannato, nel 2022, per gli stessi capi d’accusa, e venendo riarrestato, questa volta per 11 anni.
Durante il suo mandato era stato accusato di corruzione, di aver censurato i media e di aver tentato di instaurare un regime autoritario.